# Agin Laburu
Agin Laburu Rezola, més conegut com a Agin Laburu, (Astigarraga, 26 de febrer de 1985) és un bertsolari basc. És llicenciat en periodisme i ha treballat a Hernaniko kronika, Euskadi Irratia, Gaztesarea i, en particular, a la ràdio Info7, entre d'altres. Ha participat en molts campionats i torneigs de cant versat des que era un adolescent. A nivell de resultats, s'ha classificat en tres ocasions per a la final del Campionat de Bertsolaris de Guipúscoa (2011, 2015 i 2019). A l'edició de 2019 aconseguí jugar la final cara a cara però la va perdre contra Beñat Gaztelumendi.

## Participacions

### Campionats
- Campionat de Bertsolaris de Guipúscoa: 
  - Segon lloc (2019)[2]
  - Tercer lloc (2015)[3]
  - Cinquè lloc (2011)[4]
- Campionat General de Bertsolaris: 
  - Semifinals (2013 i 2017)
- Campionat Interescolar de Bertsolaris de Guipúscoa: 
  - Campió (2001)

### Torneigs
- Premi Plazatik Gaztetxera (2007)[5]
- Premi Lizardi (2009)[6]
- Premi Xenpelar (2010)[7]